# Ali Khaseif
Ali Khaseif Humad Khaseif Housani (Abu Dhabi, 9 de junho de 1987) é um futebolista profissional emiradense que atua como goleiro, atualmente defende o Al-Jazira Club e é o goleiro titular da seleção emiratense de futebol.
Ele ficou mais conhecido por sua brilhante atuação contra o Real Madrid na semifinal do Mundial de clubes da FIFA de 2017, quando fez uma série de defesas difíceis durante o primeiro tempo, porém ele foi substituído aos 49 minutos de jogo após sentir dores na coxa.

## Seleção nacional
Ali Khaseif fez parte do elenco da Seleção Emiratense de Futebol da Olimpíadas de 2012.